# جزیره وایگاش
جزیره وایگاش (به لاتین: Vaygach Island) یک جزیره در روسیه است که در اقیانوس منجمد شمالی واقع شده‌است.

## خصوصیات
جزیره وایگاش ۱۷۰ متر بالاتر از سطح دریا واقع شده‌است.